# Shoko Takayanagi
Shoko Takayanagi, född 13 september 1954, är en japansk före detta volleybollspelare.
Takayanagi blev olympisk guldmedaljör i volleyboll vid sommarspelen 1976 i Montreal.